# 毎日王冠
毎日王冠（まいにちおうかん）は、日本中央競馬会 (JRA) が東京競馬場で施行する中央競馬の重賞競走（GII）である。
寄贈賞を提供する毎日新聞社は、東京・大阪・愛知・福岡に本社を置く新聞社。

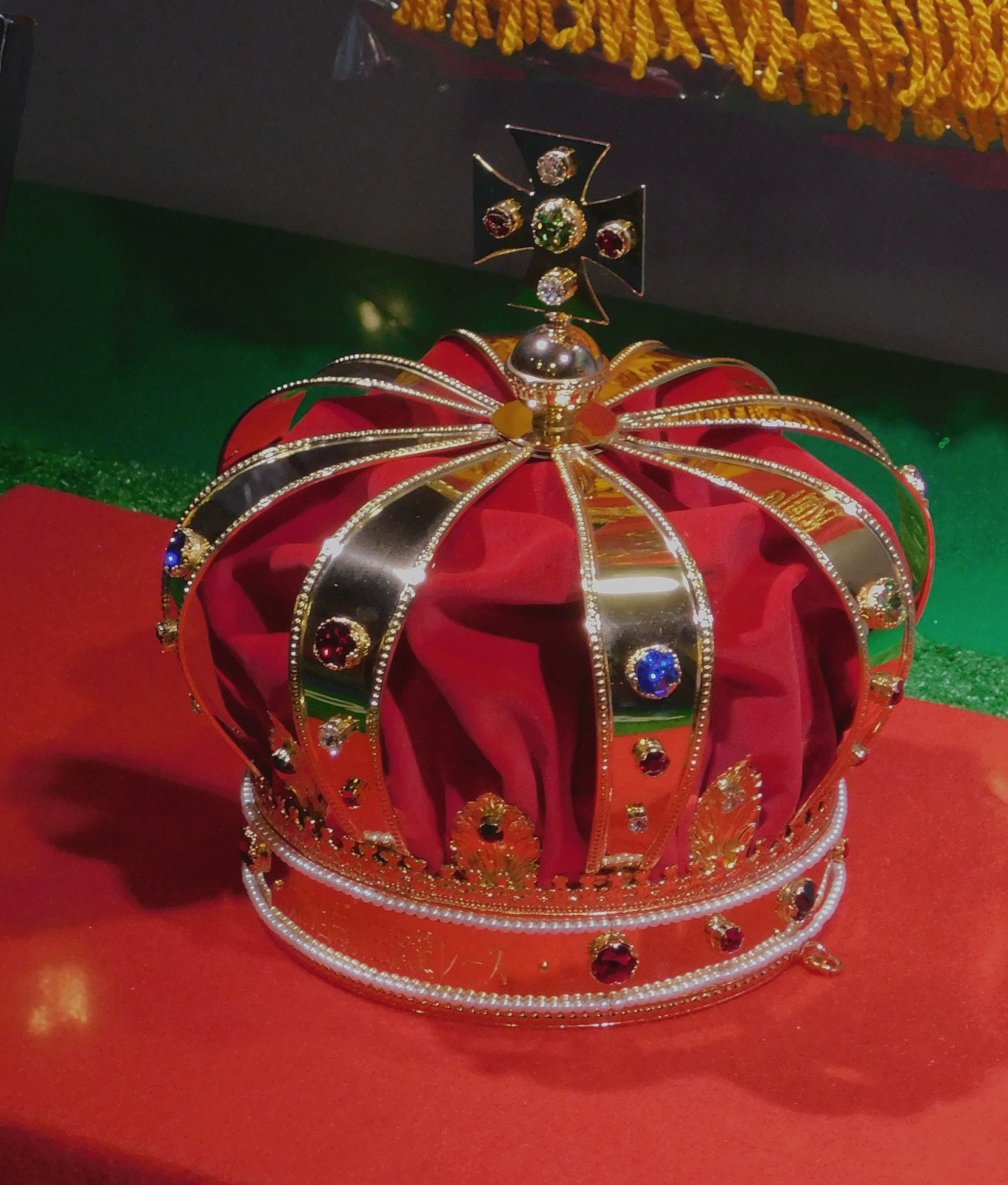
毎日王冠副賞の王冠。

正賞は毎日新聞社賞。

## 概要
1950年に創設された、4歳（現3歳）以上の馬による重賞競走。創設当初は勝ち抜き制が採用されていたため、一度優勝した馬は以後の同競走に出走することができなかったが、1955年より勝ち抜き制が廃止され、過去の優勝馬も出走可能になった。1981年にジャパンカップが創設された際、天皇賞（秋）の施行時期が1ヶ月繰り上げられてからは天皇賞（秋）の前哨戦として位置づけられ、東京競馬場での開催が定着している。2014年からは本競走の1着馬に、天皇賞（秋）の優先出走権が与えられている。
距離は創設当初芝2500mだったが、1959年から芝2300mに、1962年から芝2000mに変更。1984年より天皇賞（秋）の距離が2000mに短縮されたのに伴い本競走も芝1800mに短縮され、現在に至っている。
マイル・中距離路線における古馬や3歳の実績馬が秋の初戦として出走することが多く、天皇賞（秋）やマイルチャンピオンシップといった秋のGI戦線を占ううえで重要な競走とされている。
地方競馬所属馬は1995年から、外国馬は1996年からそれぞれ出走可能になった。

### 競走条件
以下の内容は、2024年現在のもの。
出走資格：サラ系3歳以上
- JRA所属馬（外国産馬含む、未出走馬と未勝利馬は除く）
- 地方競馬所属馬（後述）
- 外国調教馬（優先出走）

負担重量：別定
- 3歳55kg、4歳以上57kg、牝馬2kg減
  - 2020年10月10日以降のGI競走（牝馬限定競走を除く）1着馬2kg増、牝馬限定GI競走またはGII競走（牝馬限定競走を除く）1着馬1kg増
  - 2020年10月9日以前のGI競走（牝馬限定競走を除く）1着馬1kg増（2歳時の成績を除く）

天皇賞（秋）のステップ競走に指定されており、天皇賞（秋）の出走候補の地方競馬所属馬に優先出走が認められている（2頭まで）。また、本競走で2着以内の成績を収めた地方競馬所属馬に天皇賞（秋）の優先出走権が与えられる。。

### 賞金
2024年の1着賞金は6700万円で、以下2着2700万円、3着1700万円、4着1000万円、5着670万円。

## 歴史
- 1950年 - 4歳以上の競走馬による重賞競走として創設、東京競馬場の芝2500mで施行[4]。
- 1955年 - 勝ち抜き制を廃止、過去の優勝馬も再出走が可能になる[4]。
- 1978年 - 混合競走に指定、外国産馬が出走可能になる（1983年まで）[6]。
- 1984年 - グレード制施行によりGII[注 1]に格付け。
- 1989年 - 混合競走に再指定[4]。
- 1995年 - 指定交流競走となり、地方競馬所属馬が2頭まで出走可能になる[6]。
- 1996年 - 国際競走に変更され、外国調教馬が5頭まで出走可能になる[6]。
- 2001年
  - 馬齢表示の国際基準への変更に伴い、出走資格を「3歳以上」に変更。
  - GII（国際格付）に変更。
  - 外国調教馬の出走枠が9頭に拡大（2002年のみ8頭）[6]。
- 2014年 - この年から1着馬に天皇賞（秋）への優先出走権を付与[4]。
- 2021年 - 同年9月30日に亡くなったすぎやまこういちを追悼し、同氏が作曲した、本来は東京・中山で使用されるGIレースの本馬場入場曲「グレード・エクウス・マーチ」及びファンファーレが演奏された[10]。

### 歴代優勝馬
コース種別を表記していない距離は、芝コースを表す。
優勝馬の馬齢は、2000年以前も現行表記に揃えている。
優勝馬の所属表記は中央所属馬が「JRA（1953年以前は国営）」。外国調教馬は出典で検証可能なもののみ記載し、検証できないものは空欄とした。
| 回数   | 施行日         | 競馬場 | 距離        | 優勝馬             | 性齢 | 所属 | タイム   | 優勝騎手   | 管理調教師       | 馬主                     |
| ------ | -------------- | ------ | ----------- | ------------------ | ---- | ---- | -------- | ---------- | ---------------- | ------------------------ |
| 第1回  | 1950年11月12日 | 東京   | 2500m       | ハタカゼ           | 牡3  | 国営 | 2:37 1/5 | 保田隆芳   | 尾形藤吉         | 癸生川善松               |
| 第2回  | 1951年9月23日  | 東京   | 2500m       | ミツハタ           | 牡3  | 国営 | 2:36 2/5 | 矢野幸夫   | 東原玉造         | 河野信一                 |
| 第3回  | 1952年11月30日 | 東京   | 2500m       | ニユーモアナ       | 牡3  | 国営 | 2:38 1/5 | 中村広     | 見上恒芳         | 中山惣兵衞               |
| 第4回  | 1953年11月29日 | 東京   | 2500m       | トラツクオー       | 牡5  | 国営 | 2:35 1/5 | 二本柳俊夫 | 久保田金造       | 岩本政一                 |
| 第5回  | 1954年10月3日  | 東京   | 2500m       | ハクリヨウ         | 牡4  | JRA  | 2:35 2/5 | 保田隆芳   | 尾形藤吉         | 西博                     |
| 第6回  | 1955年10月2日  | 中山   | 2600m       | サスケハナ         | 牝3  | JRA  | 2:49 4/5 | 二本柳俊夫 | 稲葉秀男         | 木村秀夫                 |
| 第7回  | 1956年9月23日  | 東京   | 2500m       | フエアマンナ       | 牝3  | JRA  | 2:39 1/5 | 佐藤嘉秋   | 大久保房松       | 小林庄平                 |
| 第8回  | 1957年9月22日  | 中山   | 2600m       | ハクチカラ         | 牡4  | JRA  | 2:47 1/5 | 保田隆芳   | 尾形藤吉         | 西博                     |
| 第9回  | 1958年9月21日  | 東京   | 2500m       | ヒシマサル         | 牡3  | JRA  | 2:37 2/5 | 小野定夫   | 矢野幸夫         | 阿部雅信                 |
| 第10回 | 1959年9月20日  | 東京   | 2300m       | クリペロ           | 牡4  | JRA  | 2:21.8   | 森安弘明   | 尾形藤吉         | 栗林友二                 |
| 第11回 | 1960年9月18日  | 東京   | 2300m       | ウネビヒカリ       | 牡4  | JRA  | 2:21.9   | 野平祐二   | 野平省三         | 山之内喜代子             |
| 第12回 | 1961年9月17日  | 東京   | ダート2300m | ハローモア         | 牡5  | JRA  | 2:25.1   | 保田隆芳   | 尾形藤吉         | エス・ワイ               |
| 第13回 | 1962年9月16日  | 東京   | 2000m       | エムローン         | 牡4  | JRA  | 2:02.5   | 加賀武見   | 高木良三         | 宗川五郎                 |
| 第14回 | 1963年9月29日  | 東京   | 2000m       | ヤマノオー         | 牡4  | JRA  | 2:03.2   | 森安弘明   | 内藤潔           | 山口米吉                 |
| 第15回 | 1964年9月20日  | 中山   | 2000m       | トースト           | 牝5  | JRA  | 2:04.0   | 保田隆芳   | 尾形藤吉         | 永田雅一                 |
| 第16回 | 1965年9月12日  | 中山   | 2000m       | ウメノチカラ       | 牡4  | JRA  | 2:03.6   | 伊藤竹男   | 古賀嘉蔵         | 梅野昇                   |
| 第17回 | 1966年10月2日  | 東京   | 2000m       | セフトウエー       | 牡4  | JRA  | 2:05.8   | 野平祐二   | 野平富久         | 鈴木晴                   |
| 第18回 | 1967年12月10日 | 中山   | 2000m       | タマクイン         | 牝4  | JRA  | 2:06.5   | 小島太     | 高木良三         | 宇都宮登                 |
| 第19回 | 1968年9月15日  | 東京   | 2000m       | シエスキイ         | 牡5  | JRA  | 2:06.3   | 郷原洋行   | 大久保房松       | 小林庄平                 |
| 第20回 | 1969年9月14日  | 東京   | ダート2100m | タケシバオー       | 牡4  | JRA  | 2:10.9   | 古山良司   | 三井末太郎       | 小畑正雄                 |
| 第21回 | 1970年9月6日   | 中山   | 2000m       | クリシバ           | 牡3  | JRA  | 2:03.6   | 郷原洋行   | 吉野勇           | 栗林友二                 |
| 第22回 | 1971年9月12日  | 中山   | 2000m       | トキノシンオー     | 牡4  | JRA  | 2:05.0   | 小島太     | 高木良三         | 小松金太郎               |
| 第23回 | 1972年9月24日  | 中山   | 2000m       | ハスラー           | 牡4  | JRA  | 2:02.4   | 伊藤栄     | 中村広           | ホースマンクラブ         |
| 第24回 | 1973年9月2日   | 福島   | 2000m       | タクマオー         | 牡5  | JRA  | 2:03.3   | 蛯沢誠治   | 成宮明光         | 中村雄二                 |
| 第25回 | 1974年9月22日  | 東京   | 2000m       | タケクマヒカル     | 牡5  | JRA  | 2:01.6   | 矢野照正   | 中村広           | 武隈水雄                 |
| 第26回 | 1975年9月21日  | 中山   | 2000m       | ホワイトフォンテン | 牡5  | JRA  | 2:01.3   | 蛯名信広   | 大久保勝之       | 吉橋計                   |
| 第27回 | 1976年9月26日  | 東京   | 2000m       | ハーバーヤング     | 牡4  | JRA  | 2:00.9   | 岡部幸雄   | 稲葉秀男         | （株）ハーバー           |
| 第28回 | 1977年9月25日  | 東京   | 2000m       | シービークイン     | 牝4  | JRA  | 2:00.2   | 吉永正人   | 松山吉三郎       | 千明牧場                 |
| 第29回 | 1978年9月24日  | 東京   | 2000m       | プレストウコウ     | 牡4  | JRA  | 2:01.2   | 安田富男   | 加藤朝治郎       | 渡辺喜八郎               |
| 第30回 | 1979年9月23日  | 東京   | 2000m       | シービークロス     | 牡4  | JRA  | 1:59.9   | 吉永正人   | 松山吉三郎       | 千明牧場                 |
| 第31回 | 1980年9月21日  | 中山   | 2000m       | カネミノブ         | 牡6  | JRA  | 2:01.5   | 加賀武見   | 阿部新生         | 畠山伊公子               |
| 第32回 | 1981年10月4日  | 東京   | 2000m       | ジュウジアロー     | 牝4  | JRA  | 1:59.4   | 安田富男   | 加藤修甫         | 岡田充司                 |
| 第33回 | 1982年10月10日 | 東京   | 2000m       | キョウエイプロミス | 牡5  | JRA  | 2:01.0   | 柴田政人   | 高松邦男         | 松岡正雄                 |
| 第34回 | 1983年10月9日  | 東京   | 2000m       | タカラテンリュウ   | 牡4  | JRA  | 2:03.1   | 嶋田功     | 佐々木亜良       | 原田さち子               |
| 第35回 | 1984年10月7日  | 東京   | 1800m       | カツラギエース     | 牡4  | JRA  | 1:47.5   | 西浦勝一   | 土門一美         | 野出一三                 |
| 第36回 | 1985年10月6日  | 東京   | 1800m       | ゴールドウェイ     | 牡4  | JRA  | 1:50.8   | 南井克巳   | 武宏平           | 小川立義                 |
| 第37回 | 1986年10月5日  | 東京   | 1800m       | サクラユタカオー   | 牡4  | JRA  | 1:46.0   | 小島太     | 境勝太郎         | （株）さくらコマース     |
| 第38回 | 1987年10月11日 | 東京   | 1800m       | ダイナアクトレス   | 牝4  | JRA  | 1:46.1   | 岡部幸雄   | 矢野進           | （有）社台レースホース   |
| 第39回 | 1988年10月9日  | 東京   | 1800m       | オグリキャップ     | 牡3  | JRA  | 1:49.2   | 河内洋     | 瀬戸口勉         | 佐橋五十雄               |
| 第40回 | 1989年10月8日  | 東京   | 1800m       | オグリキャップ     | 牡4  | JRA  | 1:46.7   | 南井克巳   | 瀬戸口勉         | 近藤俊典                 |
| 第41回 | 1990年10月7日  | 東京   | 1800m       | ラッキーゲラン     | 牡4  | JRA  | 1:46.7   | 内田浩一   | 池江泰郎         | ロイヤルファーム（有）   |
| 第42回 | 1991年10月6日  | 東京   | 1800m       | プレクラスニー     | 牡4  | JRA  | 1:46.1   | 江田照男   | 矢野照正         | 田島榮二郎               |
| 第43回 | 1992年10月11日 | 東京   | 1800m       | ダイタクヘリオス   | 牡5  | JRA  | 1:45.6   | 岸滋彦     | 梅田康雄         | 中村雅一                 |
| 第44回 | 1993年10月10日 | 東京   | 1800m       | シンコウラブリイ   | 牝4  | JRA  | 1:45.5   | 岡部幸雄   | 藤沢和雄         | 安田修                   |
| 第45回 | 1994年10月9日  | 東京   | 1800m       | ネーハイシーザー   | 牡4  | JRA  | 1:44.6   | 塩村克己   | 布施正           | （株）大丸企業           |
| 第46回 | 1995年10月8日  | 東京   | 1800m       | スガノオージ       | 牡4  | JRA  | 1:48.4   | 安田富男   | 上原博之         | 菅原元秀                 |
| 第47回 | 1996年10月6日  | 東京   | 1800m       | アヌスミラビリス   | 牡4  | UAE  | 1:45.8   | D.ホランド | S.ビン・スルール | ゴドルフィン             |
| 第48回 | 1997年10月5日  | 東京   | 1800m       | バブルガムフェロー | 牡4  | JRA  | 1:46.1   | 岡部幸雄   | 藤沢和雄         | （有）社台レースホース   |
| 第49回 | 1998年10月11日 | 東京   | 1800m       | サイレンススズカ   | 牡4  | JRA  | 1:44.9   | 武豊       | 橋田満           | 永井啓弐                 |
| 第50回 | 1999年10月10日 | 東京   | 1800m       | グラスワンダー     | 牡4  | JRA  | 1:45.8   | 的場均     | 尾形充弘         | 半沢（有）               |
| 第51回 | 2000年10月8日  | 東京   | 1800m       | トゥナンテ         | 牡5  | JRA  | 1:46.1   | 幸英明     | 松元省一         | （有）社台レースホース   |
| 第52回 | 2001年10月7日  | 東京   | 1800m       | エイシンプレストン | 牡4  | JRA  | 1:45.3   | 福永祐一   | 北橋修二         | 平井豊光                 |
| 第53回 | 2002年10月6日  | 中山   | 1800m       | マグナーテン       | 騸6  | JRA  | 1:46.1   | 岡部幸雄   | 藤沢和雄         | 駒井孝男                 |
| 第54回 | 2003年10月12日 | 東京   | 1800m       | バランスオブゲーム | 牡4  | JRA  | 1:45.7   | 田中勝春   | 宗像義忠         | 薗部博之                 |
| 第55回 | 2004年10月10日 | 東京   | 1800m       | テレグノシス       | 牡5  | JRA  | 1:46.0   | 勝浦正樹   | 杉浦宏昭         | （有）社台レースホース   |
| 第56回 | 2005年10月9日  | 東京   | 1800m       | サンライズペガサス | 牡7  | JRA  | 1:46.5   | 後藤浩輝   | 石坂正           | 松岡隆雄                 |
| 第57回 | 2006年10月8日  | 東京   | 1800m       | ダイワメジャー     | 牡5  | JRA  | 1:45.5   | 安藤勝己   | 上原博之         | 大城敬三                 |
| 第58回 | 2007年10月7日  | 東京   | 1800m       | チョウサン         | 牡5  | JRA  | 1:44.2   | 松岡正海   | 清水利章         | 長山尚義                 |
| 第59回 | 2008年10月12日 | 東京   | 1800m       | スーパーホーネット | 牡5  | JRA  | 1:44.6   | 藤岡佑介   | 矢作芳人         | 森本悳男                 |
| 第60回 | 2009年10月11日 | 東京   | 1800m       | カンパニー         | 牡8  | JRA  | 1:45.3   | 横山典弘   | 音無秀孝         | 近藤英子                 |
| 第61回 | 2010年10月10日 | 東京   | 1800m       | アリゼオ           | 牡3  | JRA  | 1:46.4   | 福永祐一   | 堀宣行           | （有）社台レースホース   |
| 第62回 | 2011年10月9日  | 東京   | 1800m       | ダークシャドウ     | 牡4  | JRA  | 1:46.7   | 福永祐一   | 堀宣行           | 飯塚知一                 |
| 第63回 | 2012年10月7日  | 東京   | 1800m       | カレンブラックヒル | 牡3  | JRA  | 1:45.0   | 秋山真一郎 | 平田修           | 鈴木隆司                 |
| 第64回 | 2013年10月6日  | 東京   | 1800m       | エイシンフラッシュ | 牡6  | JRA  | 1:46.7   | 福永祐一   | 藤原英昭         | 平井克彦                 |
| 第65回 | 2014年10月12日 | 東京   | 1800m       | エアソミュール     | 牡5  | JRA  | 1:45.2   | 武豊       | 角居勝彦         | （株）ラッキーフィールド |
| 第66回 | 2015年10月11日 | 東京   | 1800m       | エイシンヒカリ     | 牡4  | JRA  | 1:45.6   | 武豊       | 坂口正則         | （株）栄進堂             |
| 第67回 | 2016年10月9日  | 東京   | 1800m       | ルージュバック     | 牝4  | JRA  | 1:46.6   | 戸崎圭太   | 大竹正博         | （有）キャロットファーム |
| 第68回 | 2017年10月8日  | 東京   | 1800m       | リアルスティール   | 牡5  | JRA  | 1:45.6   | M.デムーロ | 矢作芳人         | （有）サンデーレーシング |
| 第69回 | 2018年10月7日  | 東京   | 1800m       | アエロリット       | 牝4  | JRA  | 1:44.5   | J.モレイラ | 菊沢隆徳         | （有）サンデーレーシング |
| 第70回 | 2019年10月6日  | 東京   | 1800m       | ダノンキングリー   | 牡3  | JRA  | 1:44.4   | 戸崎圭太   | 萩原清           | （株）ダノックス         |
| 第71回 | 2020年10月11日 | 東京   | 1800m       | サリオス           | 牡3  | JRA  | 1:45.5   | C.ルメール | 堀宣行           | （有）シルクレーシング   |
| 第72回 | 2021年10月10日 | 東京   | 1800m       | シュネルマイスター | 牡3  | JRA  | 1:44.8   | C.ルメール | 手塚貴久         | （有）サンデーレーシング |
| 第73回 | 2022年10月9日  | 東京   | 1800m       | サリオス           | 牡5  | JRA  | 1:44.1   | 松山弘平   | 堀宣行           | （有）シルクレーシング   |
| 第74回 | 2023年10月8日  | 東京   | 1800m       | エルトンバローズ   | 牡3  | JRA  | 1:45.3   | 西村淳也   | 杉山晴紀         | 猪熊広次                 |
| 第75回 | 2024年10月6日  | 東京   | 1800m       | シックスペンス     | 牡3  | JRA  | 1:45.1   | C.ルメール | 国枝栄           | （有）キャロットファーム |